# Mijaíl Zhelev
Mijaíl Zhelev (Sliven, Reino de Bulgaria, 18 de julio de 1943 - Sliven, 5 de enero de 2021) fue un atleta búlgaro especializado en la prueba de 3000 m obstáculos, en la que consiguió ser campeón europeo en 1969.

## Carrera deportiva
En el Campeonato Europeo de Atletismo de 1969 ganó la medalla de oro en los 3000 m obstáculos, corriéndolos en un tiempo de 8:25.0 segundos que fue récord de los campeonatos, llegando a meta por delante de los atletas soviéticos Aleksandr Morozov y Vladimir Dudin (bronce).